# 1982 v dopravě
Tento článek obsahuje seznam událostí souvisejících s dopravou, které proběhly roku 1982.

## Události
- 17. února 1982

 Při tramvajové nehodě na Špejchaře bylo usmrceno 7 lidí. Byla to druhá nejtragičtější nehoda tramvaje na území ČR.
- 28. května

 Na železniční trati Zvoleněves – Kladno-Dubí byl ukončen osobní provoz, úsek Zvoleněves – Vinařice byl záhy zrušen.
- 5. června 1982

 Uvedena do provozu přeložka tratě Ústí nad Labem – Chomutov v úseku Trmice – Bohosudov. Původní trať musela ustoupit těžbě v hnědouhelném lomu Chabařovice.
- 20. října 1982

 Motoristé mohli poprvé využít nově zprovozněný první úsek dálnice D5 Praha – Loděnice o délce 9 km. V úseku Rudná – Loděnice byl prozatím dokončen pouze v polovičním profilu, celý profil byl dostavěn až v červenci následujícího roku.
- 6. listopadu 1982

 V Petrohradském metru byl zprovozněn úsek druhé linky ve směru Petrogradskaja – Udělnaja o délce celkem 7,2 km.
- 15. listopadu 1982

 Zprovozněna linka Joetsu Shinkansen mezi Tokiem a Niigatou.

## Neurčené datum
Škoda Ostrov nad Ohří začíná do měst v ČSSR a později i v dalších východního bloku dodávat trolejbusy typu Škoda 14Tr, které nahrazují předchozí legendární Škoda 9Tr.
 Zprovozněna linka Tōhoku Shinkansen mezi městy Omija a Morioka.